# 클라리스 스탈링
클라리스 M. 스탈링(Clarice M. Starling)은 미국의 소설가 토머스 해리스가 쓴 작품들에 등장하는 가공의 인물로, 《양들의 침묵》과 《한니발》에서 주인공으로 활약한다. 영화화된 《양들의 침묵》에서는 조디 포스터가, 영화화된 《한니발》에서는 줄리안 무어가 연기했다.
조디 포스터가 연기한 《양들의 침묵》의 클라리스 스탈링은 미국 영화 연구소가 선정한 AFI 영화사 100년 100대 주인공과 악역에서 6위에 랭크됨으로써, 여성 주인공 중에서는 최고 순위를 차지했다.

## 양들의 침묵
《양들의 침묵》에서 처음 등장한 스탈링은 FBI 콴티코 연수원 소속의 연수생이다. 그녀의 상관인 잭 크로포드는 볼티모어의 정신병원에 갇혀 있는 연쇄식인살인마 한니발 렉터 박사에게 보내 면담을 해오라고 한다. 정신병원에 도착하자 의사 프레드릭 칠튼이 안내를 해주겠다고 하지만 스탈링은 거절한다. 이것을 계기로 칠튼을 경멸하던 렉터와의 사이에 유대감이 형성되기 시작한다. 렉터는 스탈링에게 FBI가 쫓고 있는 연쇄살인자 버팔로 빌에 관한 정보를 제공해 주지만, 항상 그 대가로 스탈링의 개인사를 자신에게 들려줄 것을 요구한다.
크로포드는 렉터에게 비밀 이야기를 해서는 안 된다고 경고했지만, 스탈링은 렉터에게 자신의 어린 시절 이야기를 털어놓는다. 그녀는 렉터에게 웨스트버지니아주의 작은 읍에서 경관이었던 아버지와 함께 살았다는 이야기를 한다. 그녀가 10살이었을 때, 강도 사건을 진압하던 아버지가 총격을 당하고 한달 뒤 사망한다. 스탈링은 몬태나주에서 양 목장을 하는 삼촌에게로 보내지게 된다. 이때 양을 도살하는 광경을 보고 공포에 질려 삼촌집에서 도망친다(책의 제목이 바로 스탈링이 이때 도살되는 양들의 비명소리를 들었음을 의미하는 것이다). 그 뒤 루터교 고아원에서 유년기의 나머지를 보내고, 버지니아주에서 심리학과 범죄학을 복수전공한다. 학교에 초청 강연을 온 잭 크로포드를 만나고, 그의 범죄학 세미나를 계기로 FBI에 투신하게 된다는 것이 그녀의 과거사이다.
수사가 진행되면서, 스탈링에게는 렉터를 구슬러 버팔로 빌의 정체를 알아내라는 임무가 맡겨진다. 렉터는 수수께끼의 형태로 그녀에게 실마리를 제공하며 그녀가 스스로 알아내게 한다. 두 사람은 서로에 대한 존중을 키워나가고, 렉터가 테네시주의 감옥으로 이송되던 도중 탈옥했다는 소식을 들은 스탈링은 만약 렉터가 말도 없이 자신을 죽인다면 "무례할 거라고 생각할 것"이라고 느끼는 지경에 이른다.
스탈링은 렉터가 제공한 단서를 통해 버팔로 빌의 최초 희생자가 버팔로 빌과 개인적인 관계가 있었을 것이라고 추론하고, 그녀를 아는 사람을 만나기 위해 오하이오주로 향한다. 그 과정에서 그녀는 자신도 모르는 새에 범인인 제임 검브를 만나게 된다. 희생자들의 목구멍 속에서 발견된 해골박각시가 검브의 집 안에 날아다니는 것을 본 스탈링은 자신이 범인을 찾았음을 직감하고 그를 체포하려 한다. 검브는 도망가고, 스탈링은 그를 쫓아 지하실로 들어간다. 지하실에는 마지막 희생자인 상원의원의 딸이 아직 살아 구조를 요청하고 있었다. 검브는 지하실의 전력을 차단하고, 야시경을 착용한 채 스탈링에게 다가간다. 검브가 총을 쏘려는 순간 스탈링은 등 뒤의 소리를 감지하고 돌아서 어둠 속에 총을 난사, 검브를 사살한다.
몇 주 뒤, 렉터는 디트로이트 어딘가의 호텔에서 스탈링에게 양들의 비명소리는 멈추었냐고 묻는 전화를 건다.

## 한니발
후속작인 《한니발》에서 30대 초반에 접어든 스탈링은 정식 수사 요원이 되었다. 하지만 법무부의 폴 크렌들러가 속좁게 굴면서 사사건건 훼방을 놓아 그녀의 커리어는 꼬이기 시작한다. 마약 소탕 작전 와중 마약사범이 스탈링에게 총을 쏘자 그녀도 되쏘았는데, 이때 마약사범은 어린이를 인질로 잡고 있었고, 작전은 엉망으로 끝난다. 책임을 물어, 특히 크렌들러의 농간으로, 스탈링은 현장에서 물러나게 된다. 이즈음 이탈리아 피렌체에 살고 있던 렉터가 스탈링에게 편지를 보낸다.
한편, 과거 렉터의 피해자들 중 한 명이었던 사디스트 소아성애자 갑부 메이슨 버저는 렉터에게 사적 복수를 하고자 그에게 수배금을 걸었고, 렉터의 정체를 눈치챈 피렌체의 부패 경찰관 파치가 이 돈을 노리고 버저에게 연락한다.
렉터가 피렌체에 있다는 것을 알게 된 스탈링은 파치에게 경고하려 하지만, 모든 것을 다 알고 있던 렉터는 파치를 붙잡아 죽여 버리고 미국으로 복귀, 스탈링의 뒤를 쫓기 시작한다. 스탈링은 FBI 내의 부패한 자들, 특히 크렌들러에게 부당한 대우를 받는데, 크렌들러는 이때 버저와 협력하고 있었다. 스탈링은 렉터를 단순히 체포할 뿐 아니라 버저가 그를 죽이는 것을 막기 위해 먼저 렉터를 찾으려고 노력한다. 크렌들러는 버저의 지시에 따라 스탈링이 렉터에게 신문을 통한 비밀 메시지를 보낸다는 누명을 씌우고, 아무런 힘도 없어진 스탈링은 버저의 부하들을 막을 수 없게 된다. 버저는 렉터를 붙잡아서 식인 멧돼지들에게 먹이려고 한다.
스탈링은 렉터가 버저에게 붙잡혔다는 것을 알고 그를 구하러 간다. 그녀는 총격전 와중에 부상을 입고, 렉터가 그녀를 구해 치료한다. 그리고 렉터는 그녀에게 항정신성 약물을 주입하고 고전적 조건 부여를 통해 그녀가 스스로를 렉터의 죽은 여동생 미샤라고 생각하도록 세뇌하려고 한다.
그리고 렉터는 크렌들러를 잡아와서는 산 채로 개두 수술을 하고, 그의 전두엽을 숟가락으로 퍼내서 구워 먹는다. 그리고 렉터는 크렌들러의 뇌를 스탈링에게도 먹이는데, 스탈링은 그 뇌가 맛있다고 생각한다.
스탈링을 세뇌하려던 렉터의 계획은 결과적으로는 실패했다. 스탈링이 자신의 정체성을 포기하기를 거부했기 때문이다. 하지만 다음 순간 스탈링은 드레스를 풀어헤치고 렉터에게 자신의 가슴을 드러내 보인다. 렉터는 자신의 몸을 내놓는 스탈링을 받아들이고, 둘은 연인이 되어 함께 잠적한다. 3년 뒤, 부에노스아이레스의 오페라하우스에서 바니 매튜스가 스탈링과 렉터를 목격한다. 공포에 질린 바니는 그 즉시 부에노스아이레스를 떠나 다시는 찾아가지 않는다.